# سیمز چپل (آلاباما)
سیمز چپل (به انگلیسی: Sims Chapel) شهرکی در شهرستان واشینگتن ایالت آلاباما است که مساحت آن ۱۴٫۸۵ کیلومترمربع است و در سرشماری سال ۲۰۱۰ میلادی، ۱۵۳ نفر جمعیت داشته و تراکم جمعیتی آن، ۱۰٫۳ در کیلومترمربع بوده است.